# Jason Clarke (Schauspieler)

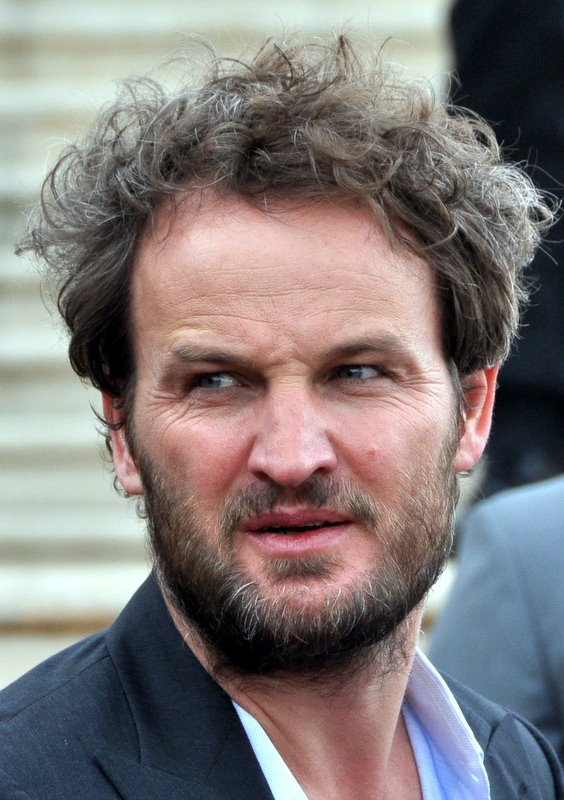
Jason Clarke (2012)

Jason Clarke (* 17. Juli 1969 in Winton) ist ein australischer Schauspieler.

## Leben
Clarke, dessen Vater als Schafscherer arbeitete, wuchs in seinem Geburtsort Winton im Westen des australischen Bundesstaates Queensland auf.
Größere Bekanntheit erlangte er 2006 bis 2008 durch seine Rolle in der Fernsehserie Brotherhood. 2009 übernahm er in Michael Manns Film Public Enemies die Rolle des Gangsters Red Hamilton. 2012 war er in den Filmen Lawless – Die Gesetzlosen und Zero Dark Thirty zu sehen. 2013 spielte er in Der große Gatsby an der Seite von Leonardo DiCaprio. Im gleichen Jahr trat er neben Channing Tatum und Jamie Foxx im Film White House Down auf.
Im 2015 erschienenen Abenteurerdrama Everest spielte er den Expeditionsleiter Rob Hall. In Die Macht des Bösen verkörperte er 2017 Reinhard Heydrich.
Clarkes deutscher Stammsprecher ist seit Swerve (2011) Tobias Kluckert.

## Filmografie (Auswahl)

### Als Schauspieler
- 1995: Halifax (Halifax f.p., Fernsehserie, eine Folge)
- 1995–1999: Blue Heelers (Fernsehserie, 4 Folgen)
- 1996: Mercury
- 1997: Dilemma
- 1998: Heartbreak High (Fernsehserie, eine Folge)
- 1998: Im Zwielicht (Twilight)
- 1998: Wildside (Fernsehserie, 2 Folgen)
- 1998: Praise
- 1999: Schmooze
- 1999: Kick
- 2000: Top Secret – Zwei Plappermäuler in Australien (Our Lips Are Sealed)
- 2000: Risk
- 2000: Besser als Sex (Better Than Sex)
- 2000–2003: Stingers (Fernsehserie, 7 Folgen)
- 2002: Free
- 2002: Long Walk Home (Rabbit-Proof Fence)
- 2002: Home and Away (Fernsehserie, 5 Folgen)
- 2002: The Outsider – Nach eigenen Regeln (The Outsider)
- 2003: You Can’t Stop the Murders
- 2003: Farscape (Fernsehserie, 4 Folgen)
- 2003: BlackJack (Fernsehfilm)
- 2004: Get Rich Quick
- 2006–2008: Brotherhood (Fernsehserie, 29 Folgen)
- 2008: Hole in the Paper Sky
- 2008: Under Still Waters
- 2008: Death Race
- 2008: The Human Contract
- 2009: Public Enemies
- 2010: Wall Street: Geld schläft nicht (Wall Street: Money Never Sleeps)
- 2010: Trust
- 2011: Yelling To The Sky
- 2011: Swerve – Falscher Ort, falsche Zeit (Swerve)
- 2011: The Chicago Code (Fernsehserie, 13 Folgen)
- 2011: Texas Killing Fields – Schreiendes Land (Texas Killing Fields)
- 2012: Lawless – Die Gesetzlosen (Lawless)
- 2012: Zero Dark Thirty
- 2013: Der große Gatsby (The Great Gatsby)
- 2013: White House Down
- 2014: Planet der Affen: Revolution (Dawn of the Planet of the Apes)
- 2015: Kind 44 (Child 44)
- 2015: Terminator: Genisys
- 2015: Everest
- 2016: All I See Is You
- 2017: Mudbound
- 2017: Das Alibi – Spiel der Macht (Chappaquiddick)
- 2017: Die Macht des Bösen (The Man with the Iron Heart)
- 2018: Winchester – Das Haus der Verdammten (Winchester)
- 2018: Aufbruch zum Mond (First Man)
- 2019: Niemandsland – The Aftermath (The Aftermath)
- 2019: Friedhof der Kuscheltiere (Pet Sematary)
- 2019: Catherine the Great (Fernsehserie, 4 Folgen)
- 2019: Im Netz der Versuchung (Serenity)
- 2020: The Devil All the Time
- 2021: Silk Road – Gebieter des Darknets (Silk Road)
- 2022: Black Site
- 2023: Oppenheimer
- 2023: Die Caine-Meuterei vor Gericht (The Caine Mutiny Court-Martial)

### Als Produzent
- 2022: Black Site

## Auszeichnungen
- Nominierung für den Chicago Film Critics Association Award als bester Nebendarsteller (Zero Dark Thirty).